# Nils Fröling
Nils Fröling (20 april 2000) is een Zweeds voetballer. De aanvaller speelt voor het Duitse Hansa Rostock.

## Carrière
Fröling begon met voetballen bij Boo FF. Voor die club maakte hij op 14-jarige leeftijd zijn debuut in de hoofdmacht. Op 16-jarige leeftijd maakte de aanvaller de overstap naar Åtvidabergs FF. In het seizoen 2017 maakte hij zijn debuut voor de club, die op dat moment uitkwam in de Superettan, het een na hoogste niveau in Zweden.
Na de degradatie van Åtvidabergs FF maakte Fröling in januari 2018 de overstap naar Kalmar FF. Op 29 april 2018 maakte hij zijn debuut voor de club tijdens de met 3-0 gewonnen wedstrijd tegen Malmö FF. Twee weken later stond Fröling tegen IK Sirius voor het eerst in de basis. Kalmar won het duel met 1-0. Fröling maakte het enige doelpunt van de wedstrijd. Fröling speelde tot 2021 voor Kalmar. Daarna vertrok hij transfervrij naar Hansa Rostock.

## Clubstatistieken
| Seizoen     | Club           | Competitie  | Competitie | Competitie | Beker | Beker | Internationaal | Internationaal | Overig | Overig | Totaal | Totaal |
| Seizoen     | Club           | Competitie  | Wed.       | Dlp.       | Wed.  | Dlp.  | Wed.           | Dlp.           | Wed.   | Dlp.   | Wed.   | Dlp.   |
| ----------- | -------------- | ----------- | ---------- | ---------- | ----- | ----- | -------------- | -------------- | ------ | ------ | ------ | ------ |
| 2017        | Åtvidabergs FF | Superettan  | 10         | 0          | 1     | 0     | 0              | 0              | 0      | 0      | 11     | 0      |
| Club totaal | Club totaal    | Club totaal | 10         | 0          | 1     | 0     | 0              | 0              | 0      | 0      | 11     | 0      |
| 2018        | Kalmar FF      | Allsvenskan | 14         | 2          | 1     | 0     | 0              | 0              | 0      | 0      | 15     | 2      |
| 2019        | Kalmar FF      | Allsvenskan | 28         | 5          | 0     | 0     | 0              | 0              | 0      | 0      | 28     | 5      |
| 2020        | Kalmar FF      | Allsvenskan | 10         | 2          | 0     | 0     | 0              | 0              | 0      | 0      | 10     | 2      |
| 2021        | Kalmar FF      | Allsvenskan | 27         | 4          | 0     | 0     | 0              | 0              | 0      | 0      | 27     | 4      |
| Club totaal | Club totaal    | Club totaal | 79         | 13         | 1     | 0     | 0              | 0              | 0      | 0      | 80     | 13     |
| Totaal      |                |             | 89         | 13         | 2     | 0     | 0              | 0              | 0      | 0      | 91     | 13     |

Bijgewerkt tot en met 8 december 2021

## Persoonlijk
Fröling is een kind van Zweedse ouders, maar werd geboren in Dallas, Texas in de Verenigde Staten.